# 南アフリカ・ディツォング博物館
南アフリカ・ディツォング博物館（みなみあふりか・ディツォングはくぶつかん、英語: Ditsong Museums of South Africa）は、南アフリカハウテン州のプレトリアとヨハネスブルグとその周辺にある8つの博物館を統合している。これら博物館には、動物相・植物相、古生物学、軍事史、文化史、地質学、人類学、考古学の分野をカバーする多様なコレクションがある。

## 配下の博物館
南アフリカ・ディツォング博物館はプレトリアのチャーチ・ストリートにあるかつての自治体ビルに中央本部があり（クリューガー美術館南緯25度44分47秒 東経28度10分53秒 / 南緯25.74639度 東経28.18139度座標: 南緯25度44分47秒 東経28度10分53秒 / 南緯25.74639度 東経28.18139度の東隣り）、次のいくつかの博物館施設を管理している。
- ディツォング国立自然史博物館（Ditsong National Museum of Natural History）- 旧トランスバール博物館
- ディツォング国立軍事歴史博物館（Ditsong National Museum of Military History）
- ディツォング国立文化歴史博物館（Ditsong National Museum of Cultural History）
- パイオニア博物館（Pionier Museum）
- サミー・マークス博物館（Sammy Marks Museum）
- ツウェイン隕石クレーター（Tswaing crater）
- クリューガー美術館（Kruger Museum）
- ウィレム・プリンスルー農業博物館（Willem Prinsloo Agricultural Museum）

## 歴史
1999年4月に、1892年からの歴史あるトランスバール博物館がヨハネスブルグに本拠を置く南アフリカ国立軍事史博物館と合併してノーザン・フラッグシップ・インスティテューション（NFI）を設立して、 2010年4月にはNFIに他の博物館も加わって南アフリカ・ディツォング博物館と改称したもの。